# فيض راديوي شمسي
الفيض الراديوي الشمسي أو فيض الأشعة الراديوية الشمسي (بالإنجليزية:Solar Radio Flux)
هو أشعة شمسية في حيز الموجات الراديوية ولها طول موجة قدرها 7و10 سنتيمتر، أي ذات تردد 2800 ميجا هرتز. تسمى تلك الأشعة أيضا فيض 7و10 سنتيمتر أو «مؤشر كوفينجتون» لفيض الشمس.

متوسط الفيض الراديوي الشمسي شهريا بقمته العظمى ونهايته الصغرى بين 1994 - 2010.

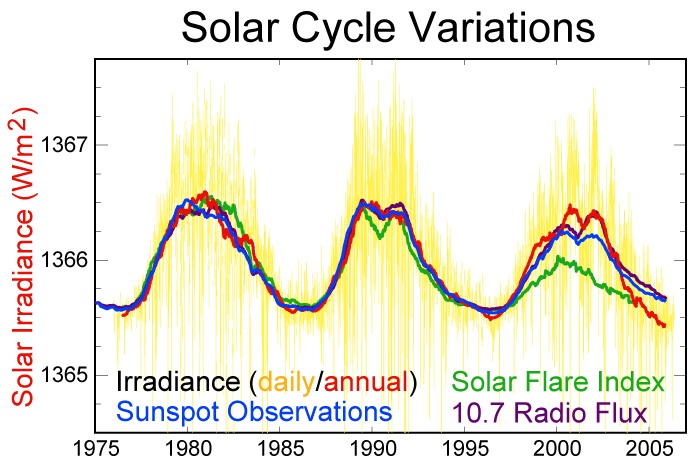
دورات النشاط الشمسي 21, 22 and 23 ممثلة بمؤشر عدد البقع الشمسية (أزرق), و الفيض الراديوي 10.7 سنتيمتر (بنفسجي), وكذلك مؤشر الانفجارات الشمسية (أخضر).

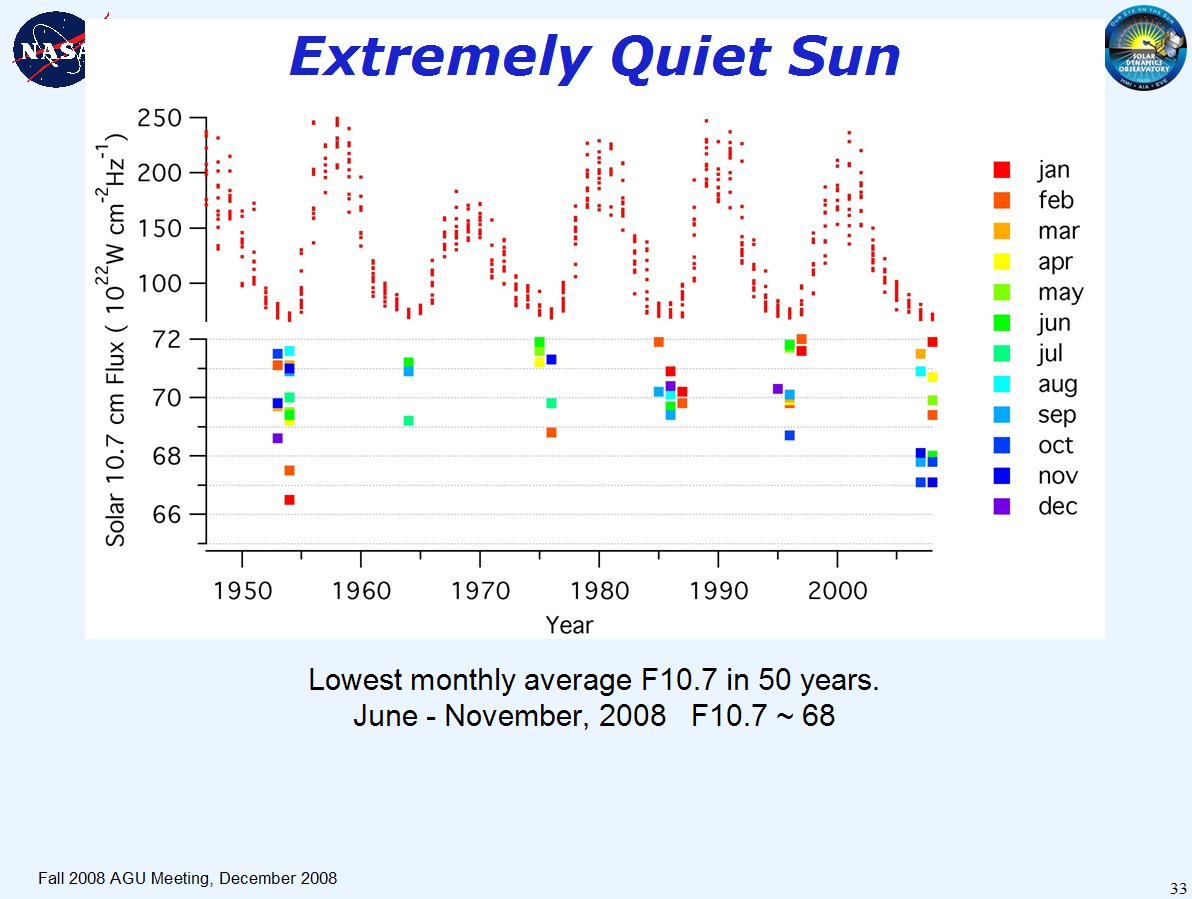
النهايات الصغرى الشهرية للفيض الراديوي الشمسي منذ 1950.

## أهميته
يتناسب مؤشر الفيض الراديوي الشمسي تناسبا طرديا مع النشاط الشمسي.وهو يعتمد في نفس الوقت على عدد البقع الشمسية، ولكن من السهل قياسه عن رصد عدد البقع الشمسية. وقد اكتشف «آرثر كوفينجتون» هذه العلاقة بين عدد البقع الشمسية ومؤشر الفيض الراديوي في عام 1946 أثناء دراسته لخسوف الشمس وتأكد من افتراضه.
تقاس شدة الإشعاع بوحدة [واط/متر مربع/هرتز ] ، وتسمى تلك الوحدة أيضا جانسكي أو «وحدة فيض الشمس» (sfu):
1 sfu = 104 Jy = 10−22 W m−2 Hz−1
تقوم مراصد كثير في البلاد المختلفة بقياس الفيض يوميا من على سطح الأرض.
وهو يصلح لتعيين النشاط الشمسي بطريقة أحسن من طريقة رصد عدد البقع الشمسية وأكثر دقة. .

## تطبيقاته
يستخدم مؤشر الفيض الراديوي للشمس في للتنبؤ بالأحوال الجوية المناسبة للاتصالات في نطاق الموجات اللاسلكية القصيرة، حيث أن درجة تأين طبقة أيونوسفير المسؤولة عن انعكاس الموجات القصيرة إلى الأرض يعتمد مباشرة على النشاط الشمسي. ولكن الإشعاع الراديوي الشمسي بطول موجته البالغة 7و10 سنتيمتر لا تكون قادرة على تأين طبقة الأيونوسفير، وإنما تقوم بذلك ما يرافقها من أشعة فوق البنفسجية وأشعة إكس من الشمس. ولهذا يؤخذ ما تقيسه الأقمار الصناعية لفيض أشعة إكس كمقياس لدرجة تأين طبقة الأيونوسفير في جو الأرض.
استخدام آخر وهو يستغل طبيعة انكسار الفيض الراديوي الشمسي وانتقاله على حافة الشمس
. فهو يسمح بذلك بمعرفة ما يجري من نشاط على الوجه الآخر من الشمس حيث ينعكس الفيض على حافة الشمس فنراه.

## اقرأ أيضا
- التعايش مع نجم
- نشاط شمسي
- انفجار شمسي
- هالة (فضاء)
- لفظ كتلي إكليلي
- رياح شمسية
- وهج شمسي
- رذاذ متوهج
- شفق قطبي
- سوهو (مسبار شمسي)
- تريس (مسبار شمسي)
- مسبار ستيريو شمسي